# Scott Pruett
Scott Pruett (Roseville, (Californië), 24 maart 1960) is een Amerikaans autocoureur. Hij nam in zijn carrière deel aan onder meer NASCAR, Champ Car, IMSA, Grand-Am en Trans-Am kampioenschappen. Hij is samen met zijn vrouw auteur van kinderboeken.

## Carrière
Pruett nam met onderbrekingen deel aan het Champ Car kampioenschap tussen 1988 en 1999. Hij reed 145 races en won twee keer, in Michigan in 1995 en een tweede keer in het Australische Surfers Paradise in 1997. Hij stond dertien keer als niet-winnaar op het podium. Zijn beste kampioenschapsresultaat was een zesde plaats in 1998.
Pruett won de Grand-Am Rolex Sports Car Series in 2004 met Italiaans teamgenoot Max Papis en in 2008, 2010, 2011 en 2012 met Mexicaans coureur Memo Rojas. Hij won de 24 uur van Daytona tot nog toe vier keer, in 1994, 2007, 2008 en 2011. Hij won ook de Trans-Am Series drie keer, in 1987, 1994 en 2003. Hij reed vanaf 2000 ook in de NASCAR Sprint Cup, maar haalde in deze klasse nooit een overwinning.

## Resultaten
Champ Car resultaten (aantal gereden races, aantal maal in de top 5 van een race, eindpositie kampioenschap en punten)
| Jaar | Races | 1ste | 2de | 3de | 4de | 5de | Rank | Ptn |
| ---- | ----- | ---- | --- | --- | --- | --- | ---- | --- |
| 1988 | 3     | -    | -   | -   | -   | -   | -    | -   |
| 1989 | 14    | -    | 1   | 1   | 1   | 2   | 8    | 101 |
| 1991 | 17    | -    | -   | -   | 2   | 3   | 10   | 67  |
| 1992 | 16    | -    | -   | -   | 1   | 1   | 11   | 62  |
| 1993 | 6     | -    | -   | -   | -   | -   | 19   | 12  |
| 1995 | 17    | 1    | 1   | 2   | 1   | 1   | 7    | 112 |
| 1996 | 16    | -    | 1   | 2   | 1   | -   | 10   | 82  |
| 1997 | 17    | 1    | -   | 2   | -   | 3   | 9    | 102 |
| 1998 | 19    | -    | 2   | 1   | 3   | 2   | 6    | 121 |
| 1999 | 20    | -    | -   | -   | -   | -   | 19   | 28  |